# Alan Kay
Alan Curtis Kay (n. 17 mai 1940) este un informatician american, cunoscut pentru munca sa de pionierat din domeniul programării orientate obiect și al proiectării interfețelor grafice pe bază de ferestre. Este laureat al Premiului Turing, în 2003.
1. 1 2   https://amturing.acm.org/award_winners/kay_3972189.cfm Lipsește sau este vid: |title= (ajutor)
2. ↑   https://www.acm.org/media-center/2009/january/acm-names-44-fellows-for-contributions-to-computing-and-it, accesat în 24 iunie 2024 Lipsește sau este vid: |title= (ajutor)